# 霍廷山
81°43′S 160°0′E / 81.717°S 160.000°E
霍廷山（英語：Mount Hotine），是南極洲的山峰，位於沙克爾頓海岸，處於麥凱羅山東北面4公里，屬於測量員山脈的一部分，由新西蘭探險隊命名，現時由南極條約體系管理。